# Università di Bir Zeit
L'Università di Bir Zeit è una università nella città di Bir Zeit, Palestina; è una delle principali istituzioni accademiche e il primo istituto di istruzione superiore ad essere fondato in Palestina.
Fu fondata nel 1924 da Nabiha Nasir come scuola elementare per bambine, e fu una delle prime scuole della zona. Nel 1932 divenne una scuola secondaria. Nel 1953 una classe di matricole fu inclusa nella scuola.
La lingua ufficiale è l'arabo, ma molti corsi sono tenuti in inglese.
L'università offre corsi nelle facoltà di Arti; Scienza; Affari ed Economia; Diritto e Pubblica Amministrazione; Ingegneria e Tecnologia; Professioni di Farmacia, Infermieristica e Sanitaria; Educasione ; studi Magistrale e Ricerca, e Arte e Musica e Design.